# Dzień
Dzień – czas między wschodem a zachodem Słońca. Określenie to utożsamia się z dobą (np. jaki jest dzisiaj dzień? – pytanie to jest zadawane bez względu na to, czy czas jest dzienny, czy nocny).
Długość dnia różni się w zależności od szerokości geograficznej oraz deklinacji słońca.

## Podział dnia
Grecy i Rzymianie liczyli czas dzienny długością cienia ludzkiego. Do określania części dnia, odpowiadających zjawiskom przyrody, należały takie jak: północ "media nox", południe "meridies", zachód słońca "occasus solis", brzask "ante lucem", zmierzch "crepusculum", rano "mane", wieczór "vespera". Zjawiska życiowe zależnie od tych pór dnia i nocy mają też swoje określenia, np. pierwsze pianie koguta, zapalenie światła.
W średniowieczu powstał podział dnia na 7 godzin kanonicznych:
- Matutina – od rannej mszy, która przypadała w klasztorach w trzeciej ćwierci nocy
- Prima – rozpoczynająca właściwy dzień o wschodzie słońca, czyli między godz. 4 a 8 zależnie od pory roku
- Tertia – przypada na połowę przedpołudnia, czyli kiedy zaczyna się ruch w życiu publicznym
- Sexta – przypada na południe, moment najwyższego wzniesienia słońca o godz. 12 i trwa aż do nony
- Nona – przypada na połowę popołudnia (w marcu lub wrześniu ok. godz. 15)
- Vespera – na chwilę przed zachodem słońca
- Completorium – na chwilę po zachodzie słońca.

Po wieloletnich przekształceniach ustaliły się główne pory dnia o nazwach prima, terti, nona i vespera.
Rzymianie dzielili także noc na cztery 3-godzinne wigilie do odbywania straży nocnych, co zostało przyjęte przez średniowieczne zakony dla odprawiania nabożeństw. Noc dzielono na 4 równe wigilie: 1) od 6 wieczór do 9, 2) 9-12, 3) 12-3, 4) 3-6.

## Galeria

Wschód słońca
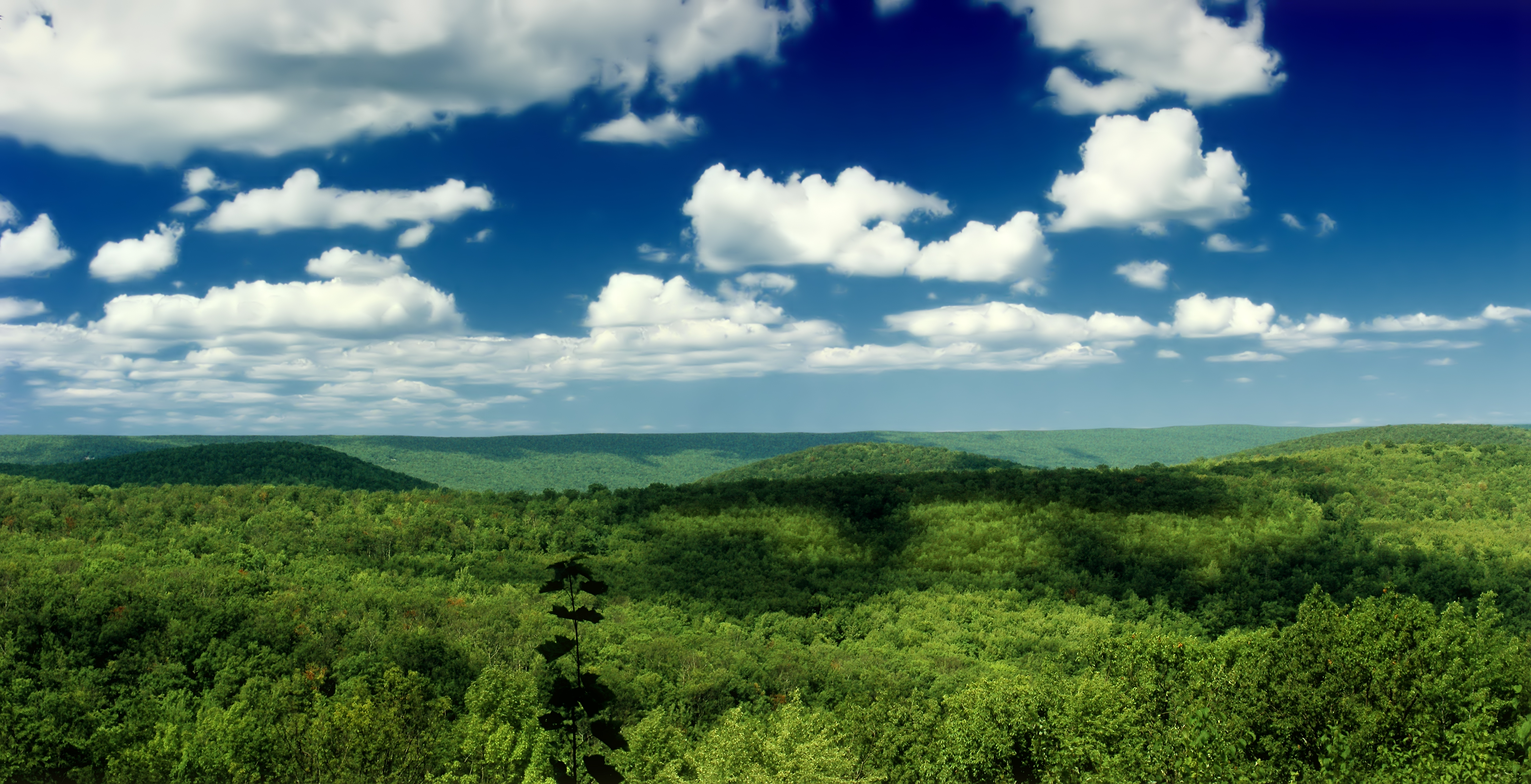
Niebo widziane w dzień
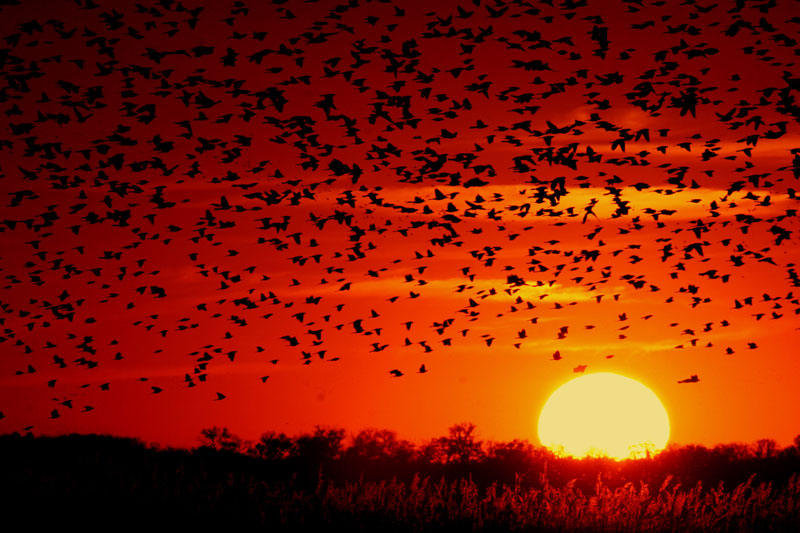
Zachód słońca